# Hanova Wohnen

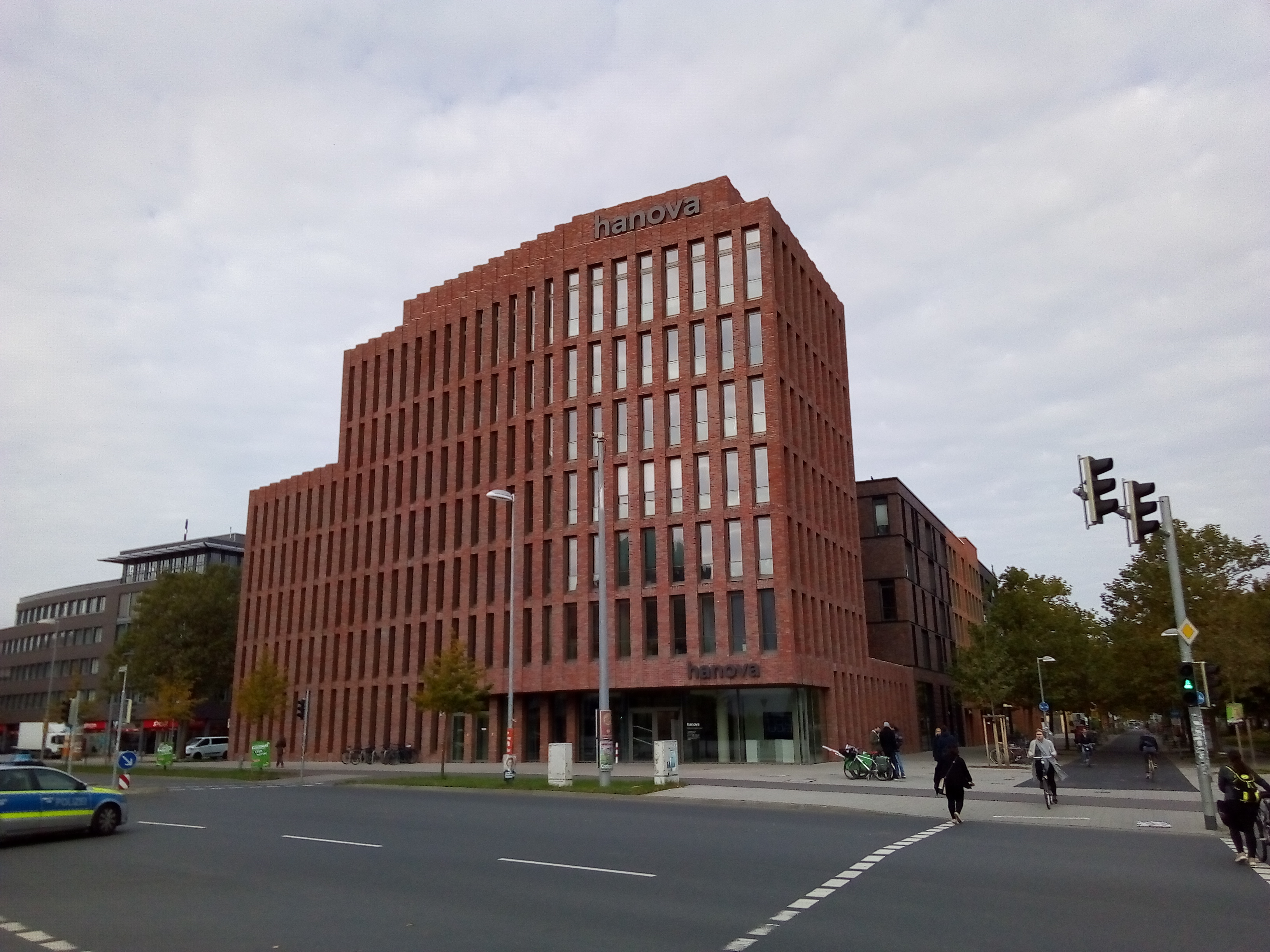
Hanova Zentrale, Otto-Brenner-Straße

Die hanova Wohnen GmbH (bis 2018: Gesellschaft für Bauen und Wohnen Hannover m.b.H. (GBH); Eigenschreibweise hanova WOHNEN) ist ein Wohnungsunternehmen der niedersächsischen Landeshauptstadt Hannover mit dem vorrangigen Betriebszweck, „[...] eine sichere und sozial verantwortbare Wohnungsversorgung der Bevölkerung Hannovers mit dem Schwerpunkt öffentlich geförderten Wohnungsbaus“ zu leisten. Das  Unternehmen verfügt über mehr als 13.000 eigene Wohnungen bei einer Wohn- und Nutzfläche von mehr als 800.000 Quadratmetern (Stand 2018).

## Geschichte
Das 1927 als Gemeinnützige Baugesellschaft m.B.H. gegründete Unternehmen tritt seit 2016 gemeinsam mit der ebenfalls städtischen union-boden GmbH unter der Marke hanova auf. Im Jahr 2018 wurde die Gesellschaft umbenannt von Gesellschaft für Bauen und Wohnen Hannover mbH nach hanova WOHNEN GmbH.
Dabei bildet die hanova WOHNEN zusammen mit der hanova GEWERBE (ehemals union-boden) und den jeweiligen Tochtergesellschaften einen Gleichordnungskonzern.

## Schriften (Auswahl)
- Hans Emil Grethe: Gemeinnützige Baugesellschaft Hannover, Verlag Wilhelm Schultze-Strasser, Düsseldorf [1933]
- Ulrich Gerlach: ... Zum Wohnen in der Stadt. Architekten planen und bauen mit einer städtischen Gesellschaft, 192 Seiten mit zahlreichen Illustrationen, Hrsg.: Gesellschaft für Bauen und Wohnen Hannover mbH (GBH), Lamspringe: Quensen, 2004, ISBN 3-922805-85-X
- Wohnen mit uns. Das Kundenmagazin der GBH, GBH-Mieterzeitungen von 2012 bis 2015 als PDF-Dokumente herunterladbar auf der Seite Mieterinformationen der GBH